# Radikal 5
Das Radikal 5 mit der Bedeutung „Haken“, „Sichel“ ist eines von sechs der 214 traditionellen Radikale der chinesischen Schrift, die aus nur einem einzigen Strich bestehen.
Mit 13 Zeichenverbindungen in Mathews’ Chinese-English Dictionary gibt es nur wenige Schriftzeichen, die unter diesem Radikal im Lexikon zu finden ist. Im Kangxi-Wörterbuch finden sich 42 Schriftzeichen.
Das Radikal 5 gehört als gebogener Strich (鉤 gōu) zu den acht Prinzipien des Schriftzeichens 永 (永字八法 Yǒngzì Bāfǎ), die Grundlage der chinesischen Kalligrafie sind.
Das Schriftzeichen entwickelte sich aus der bildlichen Darstellung eines Angelhakens oder einer Sichel. In letzterem Fall könnte es eine gebogene Klinge mit einem kurzen Griff wiedergeben. Unter Umständen könnte es aber auch ein Schössling sein, der aus der Erde keimt.
Als eigenständiges Zeichen wird Radikal 5 noch mit der Bedeutung 2. Himmelsstamm verwendet. Er steht in diesem Fall für die Zahl zwei.
Es gibt auch die Varianten 乚 (U+4E5A, ähnlich dem Katakanazeichen レ re) und 乛 (U+4E5B).

## Schriftzeichenverbindungen, die vom Radikal 5 regiert werden
| Striche | Zeichen                 |
| ------- | ----------------------- |
| +0      | 乙 乚 乛                |
| +01     | 乜 九                   |
| +02     | 乞 也 习                |
| +03     | 乢 乣 乤 乥             |
| +04     | 乧                      |
| +05     | 乨 乩 乪 乫 乬 乭 乮 乯 |
| +06     | 乱 乲                   |
| +07     | 乳 乴 乵 乶 乷 乸       |
| +08     | 乹 乺 乻 乼 乽          |
| +10     | 乾 乿 亀                |
| +11     | 亁                      |
| +12     | 亂 亃 亄                |

 Im Unicodeblock Kangxi-Radikale ist das Radikal 5 unter der Codepointnummer 12.036 (U+2F04) codiert.